# STAIRWAY (田村直美の曲)
STAIRWAY(ステアウェイ)は、田村直美の5枚目のシングル。

## 内容
日本テレビ系「どんまい!!スポーツ&ワイド」スポーツコーナーテーマ曲。
千の祈りは「TVおじゃマンボウ」エンディング・テーマに使用された。

## 収録曲
1. STAIRWAY
作詞：田村直美　作曲：田村直美・石川寛門　編曲：井上龍仁・鷹羽仁
2. 千の祈り
作詞：田村直美　作曲：田村直美・石川寛門　編曲：井上龍仁・鷹羽仁
3. STAIRWAY (inst.)

## 収録アルバム
- N'（#1,2のみ、1はComplete Version、1995年6月1日）
- GOLDEN☆BEST 田村直美（#1,2のみ、2004年9月8日）